# جان-لويس ليما
جان-لويس ليما (بالفرنسية: Jean-Louis Lima)‏ هو لاعب كرة قدم فرنسي في مركز الهجوم، ولد في 26 أغسطس 1967 في أنيار سور سين في فرنسا. لعب مع راسينغ كولومب وستاد لافال ونادي لوهان كويسو.

## وصلات خارجية
- جان-لويس ليما على موقع قاعدة بيانات كرة القدم.إي يو (الإنجليزية)
- جان-لويس ليما على موقع Soccerway.com (الإنجليزية)
- جان-لويس ليما على موقع عالم كرة القدم.نت (الإنجليزية)
- جان-لويس ليما على موقع GSA (الإنجليزية)